# 서북이란어군
서북이란어군은 이란어군의 한 어군이다.

## 분류
- 쿠르드어
- 발루치어
- 탈리시어